# Thawi Watthana
Thawi Watthana (thailändisch ทวีวัฒนา) ist einer der 50 Khet (Bezirke) in Bangkok, der Hauptstadt von Thailand.

## Geographie
Thawi Watthana wird im Norden begrenzt vom Khlong Mahawat, im Osten von der Western Outer Ring Road, im Süden vom Khlong Bang Chueng Nang und vom Khlong Bang Phai und im Westen etwa von der Phutthamonthon Sai 4.
Die benachbarten Bezirke sind im Uhrzeigersinn von Norden aus:  Amphoe Bang Kruai der Nonthaburi Provinz, die Distrikte Taling Chan, Bang Khae, und Nong Khaem und der Amphoe Phuttha Monthon der Provinz Nakhon Pathom.

## Sehenswürdigkeiten
- Die Utthayan Road, der Boulevard zum Phutthamonthon-Park, ist eine der schönsten Prachtstraßen in Thailand. Die Straße ist 90 Meter breit und 3861 Meter lang. Eine mittlere Avenue wird von zwei schmaleren Straßen parallel begleitet. Die Lichtmasten entlang der vollen Länge der Straße sind mit Hong (หงส์) dekoriert, schwanenähnliche Vögel aus der thailändischen Mythologie, die die Lampen in ihren Schnäbeln tragen. Die Utthayan Road war von Phibul Songkhram, dem Premierminister der 1950er-Jahre, als Teil des Phutthamonthon-Projektes geplant. Das Projekt ruhte, als er aus dem Amt schied, und wurde erst 1999 wieder aufgenommen und abgeschlossen. Der ursprüngliche Name dieser Straße war Aksa (อักษะ), thailändisch für „Die Achse“.
- Siamese Cat Park (อุทยานแมวไทยโบราณ), hier werden seltene Siamkatzen der Rasse Khao Manee (ขาวมณี) gezüchtet.
- Thalat Nat Thon Buri (ตลาดนัดธนบุรี, wörtlich: Thonburi Flohmarkt) oder Sanam Luang 2 (สนามหลวง 2) ist ein Markt, auf dem landwirtschaftliche Produkte, Haustiere, Orchideen usw. verkauft werden. Am Wochenende ist hier die größte Auswahl erhältlich. Second Hand-Waren kann man hier montags und dienstags finden. Der Name „Sanam Luang 2“ stammt vom Sanam Luang, dem ovalen Platz vor dem Großen Palast im Zentrum Bangkoks. Dort fand noch in den 1970er-Jahren der Wochenendmarkt statt, der sich heute im Stadtteil Chatuchak befindet.

## Verwaltung
Der Bezirk ist in zwei Unterbezirke (Khwaeng) gegliedert:
| Nr. | Name Khwaeng   | Thai        | Einw.  |
| --- | -------------- | ----------- | ------ |
| 1.  | Thawi Watthana | ทวีวัฒนา      | 22.328 |
| 2.  | Sala Thammasop | ศาลาธรรมสพน์ | 54.459 |